# Mayronnes
Mayronnes – miejscowość i gmina we Francji, w regionie Oksytania, w departamencie Aude. Przez miejscowość przepływa rzeka Orbieu. 
Według danych na rok 1990 gminę zamieszkiwało 40 osób, a gęstość zaludnienia wynosiła 3 osoby/km² (wśród 1545 gmin Langwedocji-Roussillon Mayronnes plasuje się na 860. miejscu pod względem liczby ludności, natomiast pod względem powierzchni na miejscu 590.).